# Eurytoma venula
Eurytoma venula är en stekelart som beskrevs av Bugbee 1945. Eurytoma venula ingår i släktet Eurytoma och familjen kragglanssteklar. Inga underarter finns listade i Catalogue of Life.